# 池田良彦
池田 良彦（いけだ よしひこ、1948年 - ）は、日本の法学者、東海大学教授。専門は刑事法学（刑事過失論）。

## 来歴
秋田県出身。1970年駒澤大学法学部法律学科卒業。1975年同大大学院法学研究科公法学専攻(刑事法)修了。順天堂大学、東京女子大学非常勤講師を経て1990年東海大学総合教育センター助教授。2001年法学部法律学科教授に就任。2008年大学院法学研究科教授。2016年3月退職。
1983年3月「航空運航システム研究会」を立ち上げ、同理事。順天堂大学医学部倫理委員会委員、東海大学医学部倫理委員会委員、国立成育医療研究センター治験委員会委員、 国土交通省航空安全情報・自発報告制度（VOICES）運営委員、先進安全自動車（ASV）推進検討委員などを歴任。